# Wild wild vesløs
|  | Denne artikel er oprettet af botten Steenthbot ud fra en ekstern database. Den kan derfor have sproglige fejl eller mangler. Denne skabelon kan fjernes efter kontrol af indholdet. |

Wild wild vesløs er en dansk kortfilm fra 2021 instrueret af Esben Persson.

## Handling
Wild Wild Vesløs er både en kærlighedserklæring til og et opgør med en barndom på den nordjyske provinsprærie. Efter farens død rydder en ung mand op i hans hus i den nedlagte stationsby, Vesløs. Alt skal pakkes og køres væk - også minderne skal sorteres, men det er ikke let at skelne det, der var, fra en drengs drømme om weekender med sin far. Weekender med bagt kartoffelmos, Warhammer, bundesligakampe og køreture i en udtjent stationcar.

## Medvirkende
- Jacob Strange